# George Belzer
George Belzer (25 juni 1937 – 30 juli 2014) was een Nederlands beeldhouwer, keramist en docent aan de Willem de Kooning Academie in Rotterdam. Hij is bekend van zijn sculpturen uit koperen pannen met billen en buiken, en pollepels met tepels, die hij zelf ooit omschreef als "dromen van een vruchtbare keuken".
Belzer maakte beelden van gebruiksvoorwerpen, waarin hij menselijke vormen aanbracht die refereerde aan de vruchtbaarheid. Complementair vervaardigde hij ook meer abstracte kleine en grotere beelden waarin "het onverbiddelijke einde daarvan... met zijn onwisse overtocht naar elders" centraal stonden.

## Biografie
Belzer was geboren in Zaandam, en studeerde van 1954 tot 1958 aan de Academie voor Beeldende Vorming in Amersfoort, en aan de Academie voor Beeldende Kunsten in Rotterdam.
Na zijn afstuderen vestigde hij zich als beeldhouwer in Rotterdam, waar hij rond 1960 debuteerde met zijn eerste expositie getiteld "Venus Anno 2000".
In 1991 was er een overzichtsexpositie van zijn objecten in het Kasteel van Rhoon, en in 2003 was er een retrospectief van zijn werk in Museum Boijmans Van Beuningen onder de titel George Belzer: PanPan.
Eind jaren 1960 begon Belzer ook als docent aan de 4e Technische School te Rotterdam, en werd later aan de Academie voor Beeldende Kunsten in Rotterdam, later de Willem de Kooning Academie. Onder zijn studenten waren Joep van Lieshout, Ronald Motta en Silvia B..
Het werk van George Belzer is opgenomen in de collectie van oa. het LAM in Lisse (Onze lieve vrouwe van de voeding, Hongerwinter en Vruchtbare picknickmand), het Kunstmuseum Den Haag (o.a. De Koperen Keuken) en Het Depot in Wageningen met verscheidene werken (o.a. De vruchtbare keuken).

## Exposities
- 1963. Venus anno 2000, Galerie Delta te Rotterdam.[2]
- 1972. Plastieken en etsen, Galerie Guido de spa, Amsterdam.[7]
- 1975. Terry van Setten, wandkleden; Djoke Dokter en George Belzer, keramiek. Galerie Egel, Rotterdam.[8]
- 1982. Salon van de Maassteden, Schiedam.[9]
- 1983. George Belzer, Cees Andriessen, en Dick Cassee, Galerie Fenna de Vries, Rotterdam.[10]
- 1985. George Belzer / objekten en Leo de Jong / schilderijen, Galerie Denise Stephan, Leiden.[11]
- 1986. George Belzer en Richard Smith, Galierie de Sluis in Leidschendam.[12]
- 1988. Feminine beelden van George Belzer. Centrum Beeldende Kunst, Rotterdam.[13]
- 1991. George Belzer, Objecten. Kasteel van Rhoon.[4]
- 2003. George Belzer: PanPan. Museum Boijmans Van Beuningen, Rotterdam.

## Publicaties
- Belzer, George. George Belzer : Feminine beelden, Doorgangen. Centrum Beeldende Kunst, 1988.
- George Belzer en Alexandra Gaba-van Dongen, Panpan; George Belzer en de levensloop der dingen. Museum Boijmans Van Beuningen, Rotterdam, 2003.
- George Belzer en Gert Jan Wijngaarden (tekst) en John Stoel (fotografie), Carla de Beus, Wageningen : Het Depot, Beeldengalerij, 2009.